# Jussi Niinistö
Jussi Niinistö (né le 27 octobre 1970 à Helsinki) est un homme politique finlandais. Il est ministre de la Défense de 2015 à 2019.

## Biographie
Il n'a aucun lien de parenté avec Sauli Niinistö et son neveu Ville Niinistö. Il est maître de conférences en histoire de la Finlande a l'université d'Helsinki et maître de conférences d'histoire militaire à la grande école de la défense nationale finlandaise. 
De 2009 à 2015, il est membre du conseil municipal de Nurmijärvi.
Il devient député à la Diète lors des élections législatives de 2011 et est réélu en 2015. Il est alors nommé ministre de la Défense dans le gouvernement Sipilä le 29 mai 2015, succédant à Carl Haglund,.
De 2013 à 2017, il est vice-président des Vrais Finlandais,.
Le 13 juin 2017, Niinistö quitte, avec dix-neuf autres députés, le groupe parlementaire des Vrais Finlandais pour former le groupe parlementaire de la Nouvelle alternative. En novembre 2017, il rejoint le nouveau parti de la Réforme bleue.
Il est candidat à un nouveau mandat de député pour les élections législatives du 14 avril 2019 sous l'étiquette de la Réforme bleue mais il n'est pas réélu.

## Prix et récompenses
- Prix Alfred-Kordelin, 1998, 2001